# Jezioro Brzuskie
Jezioro Brzuskie (Jezioro Brzuze) – położone w powiecie rypińskim, gminie Brzuze, w miejscowości Brzuze, w dorzeczu rzeki Drwęcy w zlewni strugi Ruziec. Jezioro o kształcie zbliżonym do owalu, stoki misy jeziorowej bardzo łagodne, otoczone użytkami rolnymi.

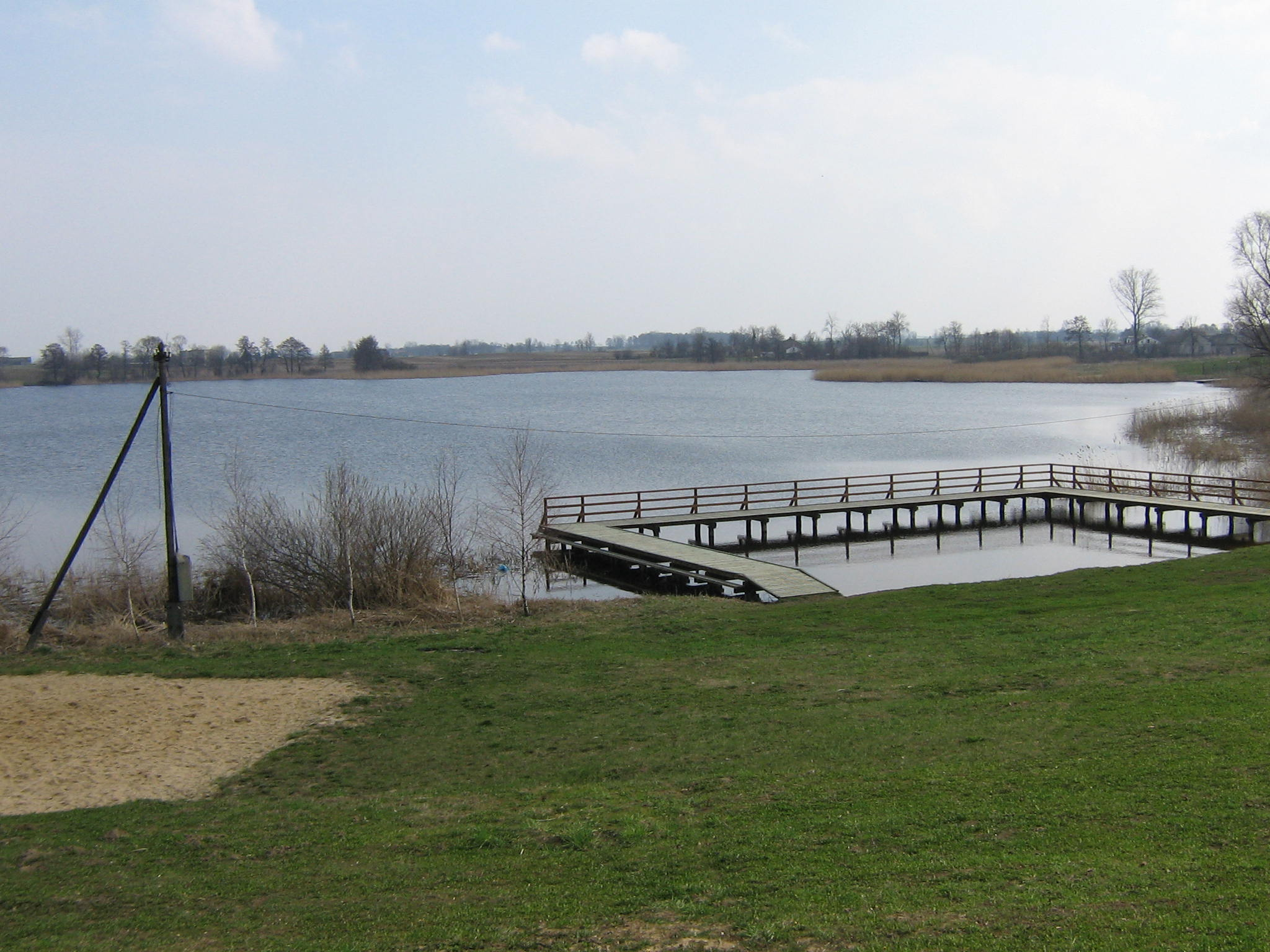
Jezioro Brzuskie (17 kwietnia 2006)

Dane morfometryczne jeziora:
- powierzchnia: 20,1 ha
- głębokość maksymalna: 7,9 m
- głębokość średnia: 3,8 m
- objętość: 761 000 m³
- długość linii brzegowej: 2060 m